# Erilepis zonifer
Erilepis zonifer is een straalvinnige vissensoort uit de familie van koolvissen (Anoplopomatidae). De wetenschappelijke naam van de soort is voor het eerst geldig gepubliceerd in 1880 door Lockington.